# Serenades
Albums de Anathema
The Crestfallen EP
(1992) Pentecost III
(1995)
Serenades est le premier album du groupe anglais Anathema, publié en février 1993, par Peaceville Records.
Il est le seul album du groupe avec Darren White au chant.

## Liste des chansons
Toute la musique est composée par Anathema.
| No  | Titre                        | Durée |
| --- | ---------------------------- | ----- |
| 1.  | Lovelorn Rhapsody            | 6:21  |
| 2.  | Sweet Tears                  | 4:10  |
| 3.  | J'ai Fait Une Promesse       | 2:36  |
| 4.  | They (Will Always) Die       | 7:12  |
| 5.  | Sleepless                    | 4:09  |
| 6.  | Sleep In Sanity              | 6:50  |
| 7.  | Scars Of The Old Stream      | 1:08  |
| 8.  | Under A Veil (Of Black Lace) | 7:30  |
| 9.  | Where Shadows Dance          | 1:55  |
| 10. | Dreaming: The Romance        | 23:23 |